# Strømningsmaskine
En strømningsmaskine eller turbomaskine er en fællesbetegnelse for pumper, turbiner, kompressorer og lignende, der omsætter energi ved gennemstrømning af fluider.
Strømningsmaskinen er i almindelighed en fluidmekanik-maskine, der arbejder kontinuert, og som har en statisk trykforskel mellem tilløb og fraløb. Strømningsmaskiner adskiller sig fra stempelmaskiner, ved at stempelmaskiners trykforskelle ændrer sig periodisk.
En strømningsmaskine, som arbejder diskontinuert, er Savonius-rotoren.

## Kategorisering af strømningsmaskiner i arter og grupper
| Maskinart→ Gruppe↓                                             | Arbejdsmaskiner             | Kraftmaskiner                       |
| Husløse strømningsmaskiner                                     | Propel                      | Vindmølle                           |
| Hydrauliske strømningsmaskiner (≈inkompressible arbejdsmedier) | Kredsløbspumper Turbopumper | Vandturbiner                        |
| Hydrauliske strømningsmaskiner (≈inkompressible arbejdsmedier) | Ventilatorer (dansk?)       | Vandturbiner                        |
| Termiske strømningsmaskiner (kompressible arbejdsmedier)       | Gaskompressor               | Dampturbiner Gasturbiner Jetmotorer |

| Maskiner | Spire Denne artikel om maskiner, maskindele og apparater er en spire som bør udbygges. Du er velkommen til at hjælpe Wikipedia ved at udvide den. |